# Людовик III Сліпий
Людовик III Сліпий (фр. Louis III l'Aveugle, італ. Ludovico III il Cieco, близько 880 — 28 червня 928, Арль) — імператор Священної Римської імперії (901—905), король Провансу (887—928), король Італії (900—905), король Нижньої Бургундії (887—928), син Бозона В'єнського, короля Нижньої Бургундії, й Ірменгарди, дочки імператора Людовика II. Був двічі одружений з Анною Константинопольською та Аделаїдою Бургундською.

## Правління

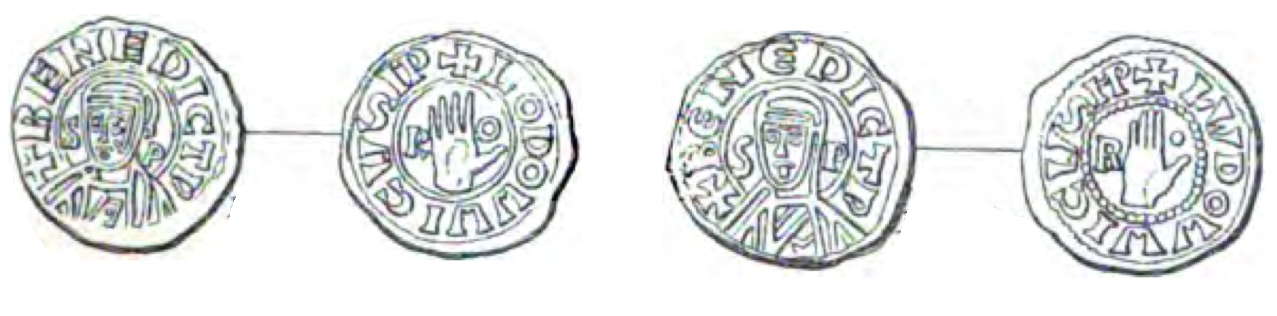
Срібні денарії, викарбувані з іменем папи Бенедикта IV (аверс) та імператора Людовика (реверс)

У 900 році великі феодали закликали Людовіка до Італії, де 12 жовтня коронували його як короля Ломбардії, а 22 лютого 901 року папа Бенедикт IV увінчав його в Римі імператорської короною. Однак владу Людовика над Італією оскаржував Беренгар I, який змусив його залишити країну. Повернувшись в 904 році, Людовик оволодів Ломбардією, проте 21 липня 905 року Беренгар I взяв його в полон у Вероні, осліпив і вислав до Провансу, де він і залишався до кінця життя.
Людовик повернувся до В'єнна, своєї столиці, і до 911 року передав більшу частину влади в Нижньому Бургундському королівстві в руки Гуго Арльського. Гуго став маркграфом Провансу і маркізом В'єнна і переніс столицю до Арля. Як регент Гуго одружився з сестрою Людовика Віллою. Людовик прожив свої дні аж до самої смерті в безвісності, і все своє життя він продовжував називати себе римським імператором. Людовик помер у місті Арль. у 928 році. Його спадкоємцем став його швагро, Гуго Арльський.